# Bakskär (Saltvik, Åland)
Bredskär och Bakskär är en ö i Saltviks kommun på Åland (Finland). Den ligger i Skärgårdshavet och i kommunen Saltvik i landskapet Åland, i den sydvästra delen av landet. Ön ligger omkring 37 kilometer norr om Mariehamn och omkring 270 kilometer väster om Helsingfors. Bakskär sitter ihop med Bredskär med ett smalt näs. Bakskär har Bredskär i nordväst, Alskär i syd och Lammskär i väst. Nordväst om öarna ligger Saggö. På nordöstra sidan av Bredskär finns en omkring 20 meter hög brant ner i havet.
Öns area är 63,7 hektar och dess största längd är 1,8 kilometer i sydöst-nordvästlig riktning.
Terrängen på öarna består huvudsakligen av berghällar och gles hällmarksskog. På östra delen av Bakskär finns en glosjö med vass och al. På norra sidan finns två mindre vikar varav den ena är mycket grund. Sundet mellan Bakskär och Lammskär är relativt skyddad och erbjuder goda förtöjningsmöjligheter. Även i viken mellan Bakskär och Bredskär går det att förtöja även om den inre delen närmast näset är mycket grund. Det finns ingen bebyggelse på ön.